# Mike Pero Motorsport Park
O Mike Pero Motorsport Park (também conhecido como Ruapana Park) é um autódromo localizado em Christchurch, na Nova Zelândia, o circuito foi inaugurado em 1963 e possui um traçado de 3.330 km com 11 curvas.